# Cheiroglossa louisii
Cheiroglossa louisii là một loài dương xỉ trong họ Ophioglossaceae. Loài này được Pic.Serm. mô tả khoa học đầu tiên năm 1954.
Danh pháp khoa học của loài này chưa được làm sáng tỏ. 